# Пископио (Вибо Валенција)
Пископио је насеље у Италији у округу Вибо Валенција, региону Калабрија.
Према процени из 2011. у насељу је живело 2133 становника. Насеље се налази на надморској висини од 393 м.